# Azle
Azle es una ciudad ubicada en el condado de Tarrant en el estado estadounidense de Texas. En el Censo de 2010 tenía una población de 10.947 habitantes y una densidad poblacional de 478,29 personas por km². Una de sus principales atracciones turísticas es el lago Eagle Mountain situado en sus proximidades en el que pueden practicarse deportes náuticos.
La base económica de la comunidad es la agricultura. Las principales cosechas son de trigo, maíz, cacahuete, algodón y sorgo.

## Historia
El primer asentamiento registrado en el lugar tuvo lugar en el año 1846, cuando un joven médico llamado James Azle Steward se trasladó a una cabaña construida por un holandés llamado Rumsfeldt.

## Geografía
Azle se encuentra ubicada en las coordenadas 32°53′44″N 97°32′21″O / 32.89556, -97.53917. Según la Oficina del Censo de los Estados Unidos, Azle tiene una superficie total de 22.89 km², de la cual 22.84 km² corresponden a tierra firme y (0.19%) 0.04 km² es agua.

## Demografía
Según el censo de 2010, había 10.947 personas residiendo en Azle. La densidad de población era de 478,29 hab./km². De los 10.947 habitantes, Azle estaba compuesto por el 92.69% blancos, el 0.67% eran afroamericanos, el 0.93% eran amerindios, el 0.67% eran asiáticos, el 0.02% eran isleños del Pacífico, el 3.01% eran de otras razas y el 2.02% pertenecían a dos o más razas. Del total de la población el 8.23% eran hispanos o latinos de cualquier raza.